# Winnetou I (Elspe 1978)
Das Freilichtspiel  Winnetou I nach dem gleichnamigen Roman von Karl May wurde von Jochen Bludau als Theaterstück für Freilichtbühnen geschrieben und 1978 unter der Regie von Karl-Heinz Walther in Elspe im Rahmen des Elspe Festival uraufgeführt.

## Inhalt
Entgegen den Vereinbarungen mit Häuptlingssohn Winnetou will die South Pacific Railroad Company ihre neue Eisenbahnstrecke mitten durch das Gebiet der Apachen führen. Frederic Santer soll das vor Ort in Blackhill für die Firma durchdrücken. Kaum hat er die Leitung des Baus von Sam Hawkens übernommen, gibt es auch schon den ersten Zusammenstoß mit den Indianern. Und nicht genug damit, Santer hat insgeheim noch etwas ganz anderes im Sinn: Er will die Goldquelle der Apachen ausfindig machen und plündern. Als er den weißen Berater der Apachen Klekih-petra erschießt, ist es mit dem Frieden zwischen Indianern und Weißen endgültig vorbei. Auch der junge Vermesser, den Santer mitgebracht hat, muss nun seinen Kampfesmut beweisen. Seine wohl platzierten Faustschläge bringen ihm bei den Apachen den Beinamen „Old Shatterhand“ ein. Doch für Winnetou ist dieser Shatterhand zunächst auch nur ein weiterer Weißer, der seinem Stamm das Land stehlen will. Fast endet Shatterhand am Marterpfahl, wäre da nicht Nscho-tschi, die Schwester Winnetous, die den Beweis für dessen Unschuld findet. Winnetou und Old Shatterhand besiegeln ihre Freundschaft mit Blut, und wie unschlagbar dieses Blutsbrüder-Duo in Zukunft sein wird, bekommen zuerst Santer und seine Gang zu spüren.
„Dieses Wild-West-Abenteuer liefert nahezu alles, was ein spektakuläres Indianerstück ausmacht: Verfolgungsjagden, Kriegstänze, Keilereien, echte Bösewichte und wahre Helden, weise Häuptlinge und kluge Frauen, eine spannende Geschichte mit großen Konflikten und einem versöhnlichen Ende.“

## Besonderheiten
Das Textbuch blieb vergleichsweise nah an der Romanvorlage bzw. erkennbar auch am Film.
Unterschiede: Der Konflikt zwischen Apachen und Kiowas wurde hier apachen-intern ausgetragen, indem der Unterhäuptling Ketahan Schonka Winnetous Entscheidungen in Frage stellt. In späteren Inszenierungen wurde aus seinem Namen Matto Schako.
Winnetou war federführend bei Friedensverhandlungen mit den Weißen gewesen und kehrt gerade vom Gouverneur in Santa Fé zurück. Der Ingenieur Bancroft wurde durch den ebenso trunksüchtigen Sheriff Barker ersetzt, einer komischen Rolle, die Jochen Bludau schon in „Halbblut“ verwendete. Bauleiter war Sam Hawkens, der vom Intrigranten Santer abgelöst wird. Hawkens unternimmt ein Wettschießen gegen Santers Leute ähnlich wie in „Der Ölprinz“, um von Charleys Befreiungsaktion abzulenken.
Das meiste wurde bei späteren Inszenierungen beibehalten, 1993 gab es einige Veränderungen, die Version von 2006 entsprach wieder weitgehend dem Buch von 1978.

## Sonstiges
- Ursprünglich sollte „Unter Geiern“ gespielt werden, aber es gab Probleme mit der Lizenzierung des Titels durch den Karl-May-Verlag.
- In diesem Jahr 1978 wurde der Zuschauerraum in Elspe überdacht.
- Das Elspe Ensemble gab 1978 nicht nur ein Gastspiel in Ratingen[6], sondern auch in der Wiener Stadthalle (da allerdings mit „Der Schatz im Silbersee“, der Produktion des Vorjahres[7]).

## Quelle
- Eintrag im Karl-May-Wiki zur Uraufführung

## Textbuch
- Jochen Bludau: Winnetou I. Nach Motiven von Karl May, Norderstedt: Vertriebsstelle und Verlag Deutscher Bühnenschriftsteller und Bühnenkomponisten o. J.